# WLAF 1997
Die World League of American Football war die fünfte Spielzeit der Liga. Das World Bowl '97 genannte Finale im Olympiastadion Barcelona gewannen erstmals die Barcelona Dragons.

## Teilnehmer und Modus
Die sechs Mannschaften spielten jeder gegen jeden in Hin- und Rückspiel. Die Mannschaft, die nach den ersten fünf Spieltagen die Tabelle anführte, bekam das Recht, den World Bowl im eigenen Stadion auszurichten. Zwei Franchises hatten das Stadion gewechselt: London spielte in Stamford Bridge, wo bereits das letzte Spiel der vorherigen Saison stattgefunden hatte, und Amsterdam in der neu erbauten Amsterdam ArenA. 
| Land                   | Team               | Spielort                       | Head Coach     | Platzierung 1996         |
| ---------------------- | ------------------ | ------------------------------ | -------------- | ------------------------ |
| Vereinigtes Konigreich | London Monarchs    | Stamford Bridge                | Lionel Taylor  | 5.                       |
| Spanien                | Barcelona Dragons  | Olympiastadion Barcelona       | Jack Bicknell  | 4.                       |
| Deutschland            | Frankfurt Galaxy   | Waldstadion                    | Ernie Stautner | 2., Verlierer World Bowl |
| Niederlande            | Amsterdam Admirals | Amsterdam ArenA                | Al Luginbill   | 3.                       |
| Deutschland            | Rhein Fire         | Rheinstadion, Düsseldorf       | Galen Hall     | 6.                       |
| Vereinigtes Konigreich | Scottish Claymores | Murrayfield Stadium, Edinburgh | Jim Criner     | 1., Sieger World Bowl    |

## Regular Season

### Übersicht
| ↓ Heim Auswärts →    | AMS   | BAR   | FRA   | LON   | RHE   | SCO   |
| -------------------- | ----- | ----- | ----- | ----- | ----- | ----- |
| Amsterdam Admirals   | •     | 26:21 | 20:07 | 34:06 | 23:20 | 03:16 |
| FC Barcelona Dragons | 28:21 | •     | 10:17 | 07:09 | 23:38 | 46:18 |
| Frankfurt Galaxy     | 19:10 | 29:17 | •     | 31:07 | 20:21 | 03:09 |
| London Monarchs      | 09:13 | 32:37 | 14:07 | •     | 07:10 | 16:08 |
| Rhein Fire           | 24:0  | 12:27 | 10:07 | 28:06 | •     | 20:23 |
| Scottish Claymores   | 10:06 | 07:20 | 24:07 | 09:10 | 10:23 | •     |

### Spiele
| Woche 1        | Woche 1            | Woche 1 | Woche 1            |
| Datum          | Heimteam           | Erg.    | Auswärtsteam       |
| -------------- | ------------------ | ------- | ------------------ |
| 12. April 1997 | Amsterdam Admirals | 03:16   | Scottish Claymores |
| 12. April 1997 | Rhein Fire         | 12:27   | Barcelona Dragons  |
| 13. April 1997 | London Monarchs    | 14:07   | Frankfurt Galaxy   |

| Woche 2        | Woche 2            | Woche 2 | Woche 2            |
| Datum          | Heimteam           | Erg.    | Auswärtsteam       |
| -------------- | ------------------ | ------- | ------------------ |
| 19. April 1997 | Frankfurt Galaxy   | 19:10   | Amsterdam Admirals |
| 20. April 1997 | Scottish Claymores | 07:20   | Barcelona Dragons  |
| 20. April 1997 | Rhein Fire         | 28:06   | London Monarchs    |

| Woche 3        | Woche 3            | Woche 3 | Woche 3          |
| Datum          | Heimteam           | Erg.    | Auswärtsteam     |
| -------------- | ------------------ | ------- | ---------------- |
| 26. April 1997 | Amsterdam Admirals | 34:06   | London Monarchs  |
| 26. April 1997 | Barcelona Dragons  | 10:17   | Frankfurt Galaxy |
| 27. April 1997 | Scottish Claymores | 10:23   | Rhein Fire       |

| Woche 4     | Woche 4            | Woche 4 | Woche 4            |
| Datum       | Heimteam           | Erg.    | Auswärtsteam       |
| ----------- | ------------------ | ------- | ------------------ |
| 3. Mai 1997 | Amsterdam Admirals | 23:20   | Rhein Fire         |
| 3. Mai 1997 | Frankfurt Galaxy   | 03:09   | Scottish Claymores |
| 4. Mai 1997 | London Monarchs    | 32:37   | Barcelona Dragons  |

| Woche 5      | Woche 5           | Woche 5 | Woche 5            |
| Datum        | Heimteam          | Erg.    | Auswärtsteam       |
| ------------ | ----------------- | ------- | ------------------ |
| 10. Mai 1997 | Rhein Fire        | 10:07   | Frankfurt Galaxy   |
| 11. Mai 1997 | Barcelona Dragons | 28:21   | Amsterdam Admirals |
| 11. Mai 1997 | London Monarchs   | 16:08   | Scottish Claymores |

| Woche 6      | Woche 6            | Woche 6 | Woche 6            |
| Datum        | Heimteam           | Erg.    | Auswärtsteam       |
| ------------ | ------------------ | ------- | ------------------ |
| 17. Mai 1997 | Frankfurt Galaxy   | 20:21   | Rhein Fire         |
| 17. Mai 1997 | Barcelona Dragons  | 07:09   | London Monarchs    |
| 17. Mai 1997 | Scottish Claymores | 10:06   | Amsterdam Admirals |

| Woche 7      | Woche 7            | Woche 7 | Woche 7            |
| Datum        | Heimteam           | Erg.    | Auswärtsteam       |
| ------------ | ------------------ | ------- | ------------------ |
| 24. Mai 1997 | Frankfurt Galaxy   | 31:07   | London Monarchs    |
| 24. Mai 1997 | Amsterdam Admirals | 26:21   | Barcelona Dragons  |
| 25. Mai 1997 | Rhein Fire         | 20:23   | Scottish Claymores |

| Woche 8      | Woche 8            | Woche 8 | Woche 8            |
| Datum        | Heimteam           | Erg.    | Auswärtsteam       |
| ------------ | ------------------ | ------- | ------------------ |
| 31. Mai 1997 | Barcelona Dragons  | 23:38   | Rhein Fire         |
| 31. Mai 1997 | Scottish Claymores | 24:07   | Frankfurt Galaxy   |
| 1. Juni 1997 | London Monarchs    | 09:13   | Amsterdam Admirals |

| Woche 9      | Woche 9            | Woche 9 | Woche 9            |
| Datum        | Heimteam           | Erg.    | Auswärtsteam       |
| ------------ | ------------------ | ------- | ------------------ |
| 7. Juni 1997 | Frankfurt Galaxy   | 29:17   | Barcelona Dragons  |
| 7. Juni 1997 | Rhein Fire         | 24:0    | Amsterdam Admirals |
| 7. Juni 1997 | Scottish Claymores | 09:10   | London Monarchs    |

| Woche 10      | Woche 10           | Woche 10 | Woche 10           |
| Datum         | Heimteam           | Erg.     | Auswärtsteam       |
| ------------- | ------------------ | -------- | ------------------ |
| 14. Juni 1997 | Barcelona Dragons  | 46:18    | Scottish Claymores |
| 14. Juni 1997 | Amsterdam Admirals | 20:07    | Frankfurt Galaxy   |
| 15. Juni 1997 | London Monarchs    | 07:10    | Rhein Fire         |

### Tabelle
|    |                    | S | N | U | SQ    | P+  | P–  | Heim | Ausw. |
| -- | ------------------ | - | - | - | ----- | --- | --- | ---- | ----- |
| 1. | Rhein Fire         | 7 | 3 | 0 | 0.700 | 206 | 146 | 3–2  | 4–1   |
| 2. | Barcelona Dragons  | 5 | 5 | 0 | 0.500 | 236 | 209 | 2–3  | 3–2   |
| 3. | Scottish Claymores | 5 | 5 | 0 | 0.500 | 134 | 154 | 2–3  | 3–2   |
| 4. | Amsterdam Admirals | 5 | 5 | 0 | 0.500 | 156 | 160 | 4–1  | 1–4   |
| 5. | Frankfurt Galaxy   | 4 | 6 | 0 | 0.400 | 147 | 142 | 3–2  | 1–4   |
| 6. | London Monarchs    | 4 | 6 | 0 | 0.400 | 116 | 184 | 2–3  | 2–3   |

Legende: Siege, Niederlagen, Unentschieden, SQ Siegquote, P+ erzielte Punkte, P− gegnerische Punkte, Heim Heimbilanz (Siege–Niederlagen), Ausw. Auswärtsbilanz (Siege–Niederlagen).

## World Bowl '97
Das Finale der Spielzeit 2002 wurde als World Bowl '97 bezeichnet. Das Spiel fand am 22. Juni 1997 im Olympiastadion von Barcelona zwischen den beiden bestplatzierten Mannschaften der regulären Saison statt. Die Barcelona Dragons besiegten dabei Rhein Fire mit 38 zu 24. MVP wurde der Jon Kitna, Quarterback der Dragons.

### Spielablauf
|                         |                         |  | World Bowl '97    |                           |            |  |                                      |
|                         | Barcelona 22. Juni 1997 |  | Barcelona Dragons | \| \| 38 : 24 \| \| \| \| | Rhein Fire |  | Olympiastadion Referee: Phil Luckett |
| (14:3, 14:14, 7:0, 3:7) | Barcelona 22. Juni 1997 |  | Barcelona Dragons |                           | Rhein Fire |  | Olympiastadion Referee: Phil Luckett |
|                         | 38 : 24                 |  |                   |                           |            |  |                                      |
|                         |                         |  |                   |                           |            |  |                                      |